# GOOD NIGHT WORLD
《GOOD NIGHT WORLD》（日語：グッド・ナイト・ワールド）是由日本漫畫家岡部閏創作的網路少年漫畫，2015年12月至2017年1月在小學館的Ura Sunday網站和MangaONE服務上連載，共推出5卷單行本。故事以「赤羽一家」為主角，講述他們在線上遊戲《行星》（プラネット）組隊而聞名，但現實中卻是擁有血緣關係、但彼此不和睦的一家人。前傳漫畫《GOOD NIGHT WORLD END》（グッドナイト・ワールドエンド）2023年8月1日起在Manga ONE網站上連載。NAZ製作的改編網絡動畫2023年10月12日在Netflix全球上線。

## 登場人物
一／有間太一郎（聲：廣瀨大介）
阿阿阿阿阿／有間明日真（聲：島崎信長）
赤羽士郎／有間小次郎（聲：大塚明夫）
五月／有間雅（聲：遠藤綾）
皮可（聲：悠木碧）
里昂（聲：木村良平）
雙叉戟（聲：七海弘希）
雪卡毒（聲：津田健次郎）
神室花（聲：高橋李依）
有間綾（聲：水瀨祈）

## 改編動畫
Netflix原創的改編動畫節目消息於2023年7月31日對外宣布。動畫由NAZ製作，菊池勝也執導，奥山鈴奈負責人物設計，若林高嗣為配樂作曲；2023年10月12日在Netflix首播。片頭主題曲〈Black Crack〉由彩虹社VTuber葛葉演唱，片尾曲〈Salvia〉則由彩虹社旗下組合「Nornis」成員町田千麻和戌亥床演唱。

## 外部連結
- Ura Sunday官方網站 （日語）
- 動畫官方網站 （日語）
- 互联网电影数据库（IMDb）上《Good Night World》的资料（英文）